# Irénologie
L'irénologie est la science de la paix et l'une des sous-disciplines composant les études de sécurité. Elle constitue un pendant de la polémologie qui est l'étude des phénomènes conflictuels (polémogènes).

## Étymologie
Le terme irénologie est construit à partir de la racine grecque εἰρήνη eirèné signifiant paix.

## Objet de l'irénologie
L'irénologie a pour objet la compréhension des origines des conflits armés dans le but de les modérer, prévenir ou résoudre.
Son postulat de base est que les guerres constituent une pathologie sociale devant être éradiquée.

## Origine de l'irénologie
Jean de Bloch (1836-1902), pacifiste et financier polonais, écrit La guerre de l'avenir en 1895. Il y prévoit le caractère extrêmement destructeur des guerres industrielles, ce que démontreront rapidement la Première Guerre mondiale et les guerres qui lui succèderont. Proche du Tsar de Russie, il lui inspirera l'idée d'une conférence internationale sur la paix qui deviendra la Conférence de La Haye de 1899.
Selon le polémologue français Julien Freund, le néologisme irénologie aurait été inventé par le journaliste belge Paul Michel Gabriel Lévy dans les années 1950.

## L'école scandinave de lapeace research
- 1960, Johan Galtung fonde l'International Peace Research Institute à Oslo.
- 1966, Alva Reimer Myrdal (Prix Nobel de la paix 1982) fonde l'Institut international de recherche sur la paix de Stockholm.

## L'ascension de la discipline
Dans les années 1970, l'irénologie connaît un fort développement en réaction à la guerre du Viêt Nam et la terreur inspirée par un possible holocauste nucléaire.

## L'irénologie aujourd'hui
Dans le monde, les centres de recherches sur la paix se comptent aujourd'hui par centaines. Après une phase réputée[Par qui ?] militante/gauchiste (années 1970), l'irénologie a gagné en crédibilité. Elle est probablement devenue la branche la plus interdisciplinaire des études de sécurité associant des juristes, politologues, philosophes, sociologues, éthiciens, anthropologues et psychologues, voire des écologues, travaillant avec des ONG, l'ONU et certains États (Europe du Nord).
La discipline est aujourd'hui composée de divers domaines de recherche et d'action que sont :
- Droit des conflits armés
- Maîtrise des armements et désarmement (désarmement nucléaire)
- Intervention internationale et maintien de la paix
- Prévention et résolution non violente des conflits
- Reconstruction des sociétés ravagées par la guerre (Séquelle de guerre, Résilience, Société post-conflit)
- Sociologie des mouvements pacifistes